# Comuna Rîkiv, Turka
Rîkiv (în ucraineană Риків) este o comună în raionul Turka, regiunea Liov, Ucraina, formată din satele Bahnuvate, Mejîhirea și Rîkiv (reședința).

## Demografie
Componența lingvistică a comunei Rîkiv
     Ucraineană (99,79%)
     Alte limbi (0,21%)
Conform recensământului din 2001, majoritatea populației comunei Rîkiv era vorbitoare de ucraineană (99,79%), existând în minoritate și vorbitori de alte limbi.